# Berthold Wiese
Berthold Heinrich Friedrich Wiese (Rostock, 19 dicembre 1859 – Halle, 3 maggio 1932) è stato un filologo, critico letterario, traduttore e italianista tedesco.

## Biografia
Studiò Filologia romanza all'Università Humboldt di Berlino e si laureò nel 1883 con Adolf Tobler con una tesi sulla lingua del Tesoretto di Brunetto Latini. Dopo la laurea dapprima fu professore di liceo a Ludwigslust,  lettore d'italiano all'Università "Martin Lutero" di Halle-Wittenberg (dal 1889) e nel 1914 fu professore onorario nella stessa università.
Filologo e critico del testo, curò la prima edizione critica del Tesoretto e del Favolello del Latini, un'edizione critica delle poesie di Leonardo Giustinian, la prima edizione critica della Leggenda di Santa Margherita, un testo lombardo del XIII secolo, e un'edizione critica del Ninfale fiesolano del Boccaccio.
Fra i manuale universitari ebbero larghissima diffusione il suo Altitalienisches Elementarbuch e la Storia della letteratura italiana, scritta in collaborazione con Erasmo Percopo, di cui Wiese curò la parte antica.
Wiese si interessò di filologia dantesca. Descrisse i manoscritti danteschi contenuti nella Collezione Hamilton, rese noto un codice della Divina Commedia sconosciuto conservato nella Biblioteca nazionale di Francia e fornì l'elenco dei manoscritti della Commedia conservati nelle biblioteche tedesche. Tradusse in tedesco la Vita nuova, rivide e rifece le traduzioni della Commedia e delle poesie dantesche fatte dal Witte.